# Carmen (Surigao do Sul)
Carmen é um município de  quinta classe de renda municipal (d) na província Surigao do Sul, nas Filipinas. De acordo com o censo de 1 de maio  de  2020 possui uma população de 11 720 pessoas e 2 693 domicílios.